# Bruno Güttner
Bruno Güttner (* 1909; † 13. September 1945 in Frankreich) war ein deutscher Schauspieler.

## Leben
Bruno Güttner war der Sohn von Anna und Vittorio Güttner. Bekannt wurde er durch seine Hauptrolle des Sherlock Holmes im ersten deutschen Tonfilm nach einem Sherlock-Holmes-Krimi, Der Hund von Baskerville. Bekannt ist, dass er nach dem Tod seines Vaters einige Figuren für dessen Diorama „Heimkehr von der Schlacht“ vollendete.
Güttner diente im Zweiten Weltkrieg im Rang eines Obergefreiten und starb dann in Frankreich. Sein Grab befindet sich in der deutschen Kriegsgräberstätte Champigny-Saint-André.

## Filmografie
- 1935: Henker, Frauen und Soldaten
- 1936: Du bist mein Glück
- 1937: Der Hund von Baskerville